# Nordfrislands våben
Nordfrislands våben er et tredelt våbenskjold, bestående af en halv ørn, en kongekrone og en jydepotte.
Det nuværende nordfrisiske våbenbillede blev skabt af præsten Christian Feddersen, som var engageret i at bevare den nordfrisiske identitet i 1900-tallet. Våbenskjoldet blev første gang vist ved den frisiske folkefest den 10. juni 1844 i Bredsted (sammen med Friserflaget). Våbenskjoldets halve ørn refererer til den frihed, som blev givet friserne af de tyske kejsere i Øst -og Vestfrisland (→Frisisk Frihed). Ørnen viser dermed forbindelsen til de andre Frislande, hvorfra nordfriserne i middelalderen koloniserede området mellem Ejderen og Vidåen ved Jyllands sydvestkyst (det nuværende Nordfrisland). Kronen står for den danske konge og symboliserer Nordfrislands tilhørighed til Danmark (op til den dansk-tyske krig i 1864). Jydepotten er et symbol på broderskab (solidaritet) i den forstand, at alle plejede at spise af samme gryde. Symbolikken går tilbage til Christian Feddersen, som var involveret i den internationale fredsbevægelse i 1900-tallet. Med udgangspunkt i den tysk-danske konflikt i midten af 1800-tallet omfortolkede læreren Christian Peter Hansen jydepotten som et minde om de nordfrisiske kvinders indgriben i en påstået historisk kamp mellem friserne og danskerne. Våbenskjoldets dominerende farver er de nordfrisiske farver gul, rød og blå. Skjoldet ses ofte i kombination med valgsproget Hellere død end slave (i de forskellige nordfrisiske dialekter). Våbenskjoldet må ikke forveksles med kredsvåben, som viser tre gyldne, tremastede skibe mod en blå baggrund.